# M2/M3 Bradley
L'M2 Bradley és un vehicle de combat d'infanteria de l'Exèrcit dels Estats Units d'Amèrica fabricat per la companyia BAE Systems Land & Armaments. Es va desenvolupar en paral·lel amb el seu germà M3 Bradley i són pràcticament iguals, tot i que l'M3 està destinat a l'exploració.
Com altres vehicles de combat d'infanteria, que és una categoria específica de vehicle de guerra a mig camí entre el tanc i el camió, l'M2 Bradley està dissenyat per transportar soldats d'infanteria amb seguretat i oferir alhora suport contra infanteria i vehicles lleugers.
Des del seu inici de producció l'any 1981 fins al 2014 se'n van fabricar 7.124 en totes les seves variants.
L'exèrcit dels EUA va contemplar el reemplaçament dels Bradley M2 i M113 pel Ground Combat Vehicle (GCV) per al 2018, mentre que el M3 podria ser reeemplaçat en un futur per variants del GCV. El programa GCV, però, va ser cancel·lat el 2014.
Cada unitat de Bradley M2 costa 1.11 milions de dòlars US (en dòlars 1993 constants), o 1.84 milions US$ el 2016, ajustats a la inflació.

## Disseny

### Demanda i prototips
Abans de la creació del Bradley, l'M113 era el principal sistema de mecanització que l'Exèrcit dels Estats Units d'Amèrica tenia a la seva disposició, en producció des del 1960. Però l'M113 era un vehicle que es començava a fer vell i que demostrava ja les seves mancances a la Guerra del Vietnam. L'M113 podia ser fàcilment destruït per llençacoets RPG-7 o canons lleugers, a més a més la seva falta d'armament impedia donar suport a la infanteria des del vehicle i feia que el moviment d'unitats fos vulnerable.
Amb l'aparició del vehicle soviètic BMP-1, que havia començat la seva producció a finals de la dècada del 1960, la inferioritat de l'M113 va ser encara més evident i van accelerar la creació d'un nou vehicle de transport i suport per a la infanteria. Així doncs el 1972 l'exèrcit va presentar els requeriments pel seu futur vehicle de combat d'infanteria, que hauria de rivalitzar amb el seu equivalent soviètic en el desplagament d'infanteria. Els requisits que van plantejar van ser:
- Igualar la velocitat del nou blindat de combat principal de l'època, l'M1 Abrams. Això permetria avançar la infanteria en formació amb els blidnats, fent que poguessin donar suport als tancs immediatament o a l'inrevés. En aquells moments això no es podia fer a causa de la menor velocitat del M113, que havia estat dissenyat per acompanyar el tanc M60 Patton, i que no igualava la velocitat per asfalt de l'M1 Abrams.
- Oferir una protecció alta a la tripulació contra la infanteria i els vehicles lleugers enemics, podent portar i desplegar amb seguretat infanteria a primera línia de front i donar-los un foc de cobertura intens mentre fos necessari.
- Permetre als soldats disparar des de dins del vehicle, tot i que posteriorment aquesta característica seria suprimida a causa de la seva inefectivitat.
- Tenir una capacitat de desplegament ràpida i per tots els mitjans. Per a poder ser un vehicle de desplegament massiu, havia de poder ser transportat per tots els mitjans: tren, avió, camió, vaixell...
- Poder deixar inoperatius carros de combat principals enemics ràpidament, ja que a causa del blindagte lleuger, l'única possibilitat de supervivència en un combat contra blindats enemics seria deixar-los fora de combat abans que disparessin.

El 1975 l'exèrcit ja disposava de 3 prototips del model escollit, però al cancel·lar-se el programa ARSV (Vehicle blindat de reconeixement i exploració) va haver d'adoptar també els rols de reconeixement que haurien pertocat al vehicle cancel·lat. I així van crear dues noves variants, el vehicle de combat d'infanteria, l'XM2, i el vehicle de combat de cavalleria, l'XM3. Aquestes dues variants eren pràcticament idèntiques tret que l'XM3, el destinat a reconeixement, tenia les ròtules de disparar al compartiment de combat i a més a més estaven completament sagellades. I l'altra diferència era que, en comptes de portar 7 infants, estava pensat per dur només 2 exploradors i un equip més complet que el seu homòleg d'infanteria.
L'any 1977 es va afegir una altra versió a la família, l'XM987, que es faria servir per muntar-hi a sobre el Sistema de llançament de coets multiple M270 (Multiple Launch Rocket System).

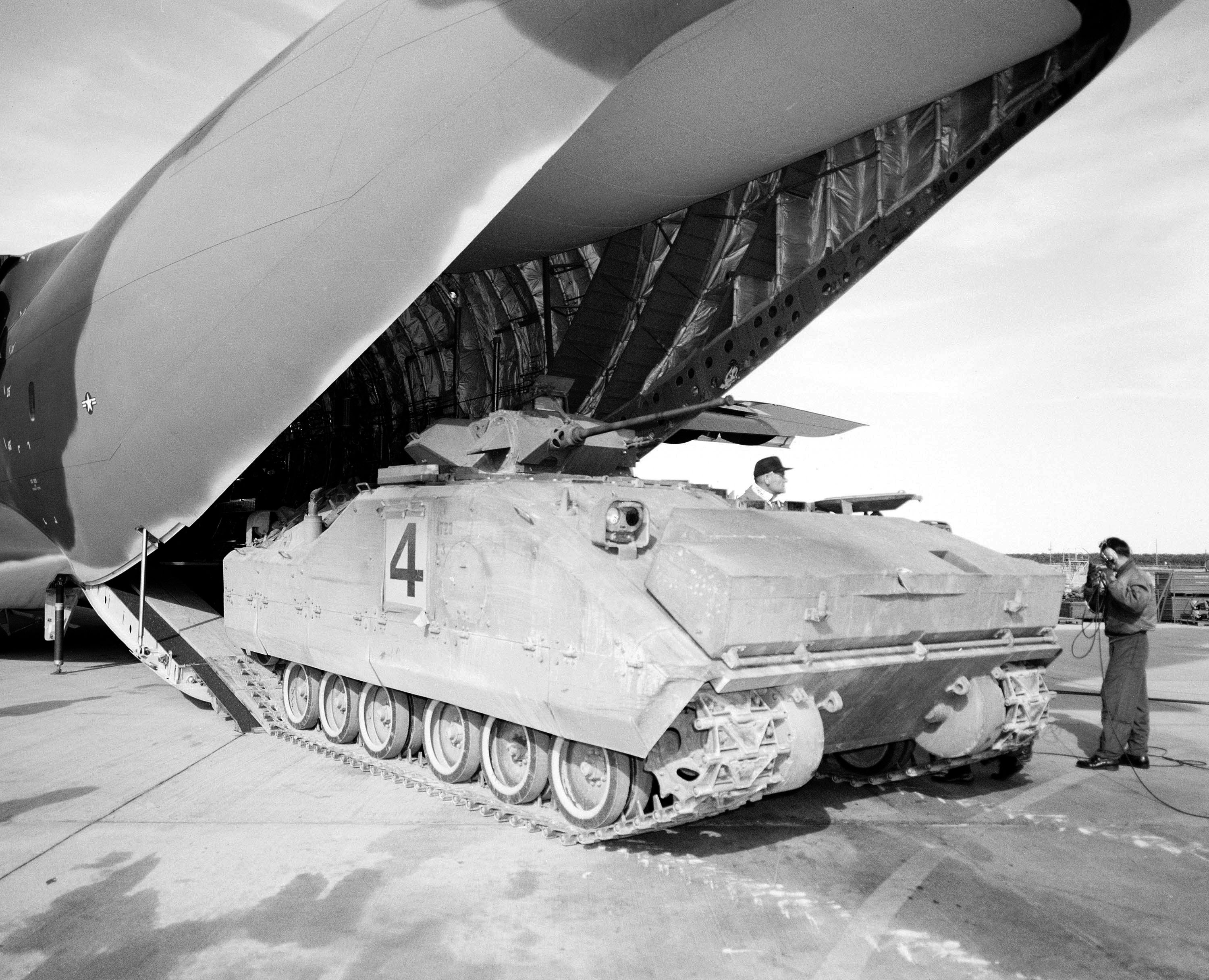
Un prototip de l'M2 Bradley sent descarregat d'un avió YC-15 durant un test de càrrega.

### Producció
Des de l'entrada en servei el 1981 s'han produït un total de 7.124 vehicles M2 o M3 Bradley.
Només hi ha dos operadors de l'M2/M3 Bradley els EUA i l'Aràbia Saudita. Els Estats Units disposen de 6.724 Bradleys pel seu propi Exèrcit i pel Cos de Marines dels Estats Units d'Amèrica (4.641 M2 i 2.083 M3). Pel seu alt cost, que ronda els 3 milions de dòlars per unitat segons la versió, se n'han exportat pocs, només 400 a l'Aràbia Saudita.

## Característiques tècniques

### Cos del blindat i sistema motor
El cos del vehicle està construït amb alumini sobre el qual, als laterals i al darrere, s'hi han afegit xapes de blindatge espaiat.
El sistema motor dels primers models és un motor Cummins de 500 cavalls, situat a la part frontal dreta del vehicle. Aquests primers models tenen una velocitat de 66 km/h per asfalt, amb una autonomia de 483 kilòmetres. El motor està acoblat a una transmissió manual hidromecànica HMPT-500. Amb aquest primer grup motor oferia capacitat per superar zones aqüoses a uns 7 km/h, passar obstacles verticals de 90 cm i forats de 2,5 m i pendents longitudinals del 60% o transversals del 40%.
Posteriorment la planta motriu seria turbodièsel Cummins VTA-903T de 600 hp, 8 cilindres i quatre temps refrigerat per aigua. A causa del fet que als altres models se'ls ha afegit pes a més a més, la seva velocitat màxima és de 61 km/h i amb una autonomia reduïda de 426 km. Aquest nou motor està acoblat a una transmissió automàtica de General Electric HMPT-500 que proporciona tres gammes de velocitats endavant i una enderrere que permet una acceleració més elevada que els antics models.
Com ja s'ha dit els Bradley són vehicles amfibis. Els primers models van ser equipats amb barreres d'aigua, que es muntaven en 30 minuts per la tripulació. Posteriorment es van col·locar inflables que es posaven al davant i laterals del blindat, que s'inflaven en menys de 15 minuts. Per moure's a l'aigua aprofita el moviment de les erugues i les noves versions es poden moure a 8 km/h per l'aigua.

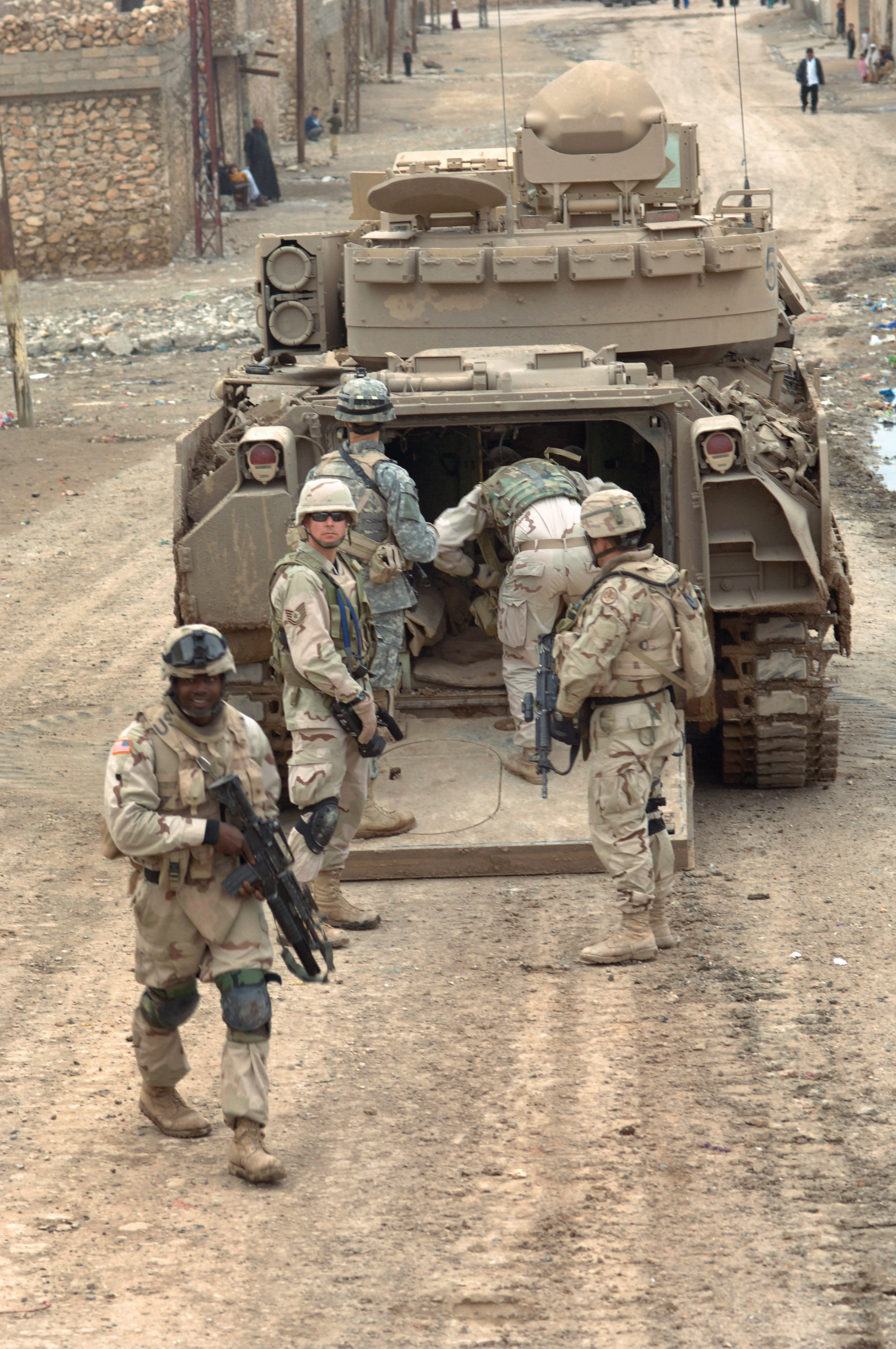
Soldats del Tercer Regiment de Cavalleria de l'Exèrcit dels EUA sent carregats a un M2 Bradley per anar a patrullar als carrers de Tall Afar, a l'Iraq el 6 de febrer de 2006.

### Armament
L'armament principal del M2/M3 Bradley és un canó M242 Bushmaster de 25 mm, un canó automàtic accionat elèctricament i que rarament té problemes d'alimentació com passa amb altres tipus de canons automàtics accionats per gasos o altres mètodes. Aquest canó a causa de la seva gran capacitat de perforació és de molta utilitat contra qualsevol tipus de vehicle lleuger o infanteria. També podria ocasionar alguns danys als carros de combat principals, però no seria l'arma més adequada per atacar un blindat convencional.
El seu armament secundari consta d'un doble llançador de míssils anti-tanc BGM-71 TOW, col·locats al lateral esquerre de la torreta i amb una capacitat de 7 míssils que s'han de carregar manualment a cada llançament. Les llançadores tenen un abast efectiu de fins a 3.750 metres i és la millor arma de què disposa el Bradley en cas d'haver de lluitar contra blindats enemics. La seva segona arma secundària és una metralladora coaxial M-240C de 7,62 mm, destinada a disparar amb precisió contra la infanteria enemiga.

### Blindatge
El blindatge del Bradley està format per una base d'alumini amb capes espaiades d'acer i alumini. Les noves versions i han afegit més blindatge, a causa de les crítiques i dels tests de supervivència que se li van realitzar. A la Guerra d'Iraq també s'hi van afegir mòduls de blindatge reactiu per resistir els atacs ràpids amb RPG. També disposa d'un sistema de resistència en ambients agressius NBQ (Nuclears, Biològics i Químics) per filtratge d'aire. Tot i que els soldats s'han de protegir de forma individual de la radiació o d'altres perills derivats, ja que encara que l'aire sigui pur el blindatge podria no ser suficient per protegir-los de la radiació o calor.
A causa del fet que l'alumini és fàcilment volatilitzable en cas de l'impacte d'un cap HEAT, també hi ha models que han afegit faldons als laterals, per protegir el cos del vehicle, i les erugues, d'impactes pels costats.
Aquest tipus de blindatge és adequat per metralladores, canons inferiors a 40 mm i caps antitanc lleugers com els que podria llançar un RPG o llençagranades. Però si s'usen canons superiors a 40 mm o míssils mitjans o pesants el blindatge no és el més adequat i és probable que la tripulació es mori o quedi greument ferida per l'impacte o la calor/fragmentació.

## Variants
L'M2 Bradley ha anat evolucionant amb el temps i a més a més se li han donat noves tasques que han requerit una variació del carro. A part de les variants inicials M2 i M3, les altres modificacions són:

### M4 Vehicle de comandament i control (C2V)
El C2V està basat en els xassis de la variant M993. Està dissenyat per servir de centre de comandament i d'operacions de forma automatitzada. Aquesta variant es va dissenyar per reemplaçar el centre de comandament basat en l'M113, el M577A2. Se'n va cancel·lar la producció a finals del 1999. Se n'han construït uns 25 vehicles per l'exèrcit estatunidenc.

### XM5
La variant XM5 era un sistema mòbil de guerra electrònica. Només se'n van fabricar alguns prototips el 1986. Mai s'ha arribat a fabricar en sèrie.

### Warhammer Bradley
El Warhammer Bradley (Bradley Martell de Guerra en català) és una modificació especialment pensada pel combat contra altres blindats. Per això les dues llançadores TOW s'han substituït per un parell de llançamíssils FGM-148 Javelin més efectius contra tancs. A més a més s'hi incorpora una Integrated Sight Unit (Unitat de Visió Integrada) perquè la torreta del Bradley no hagi de seguir l'enemic mentre apunta sinó que els míssils van de forma automàtica contra l'objectiu sense haver-lo d'apuntar.

### M6 Linebacker

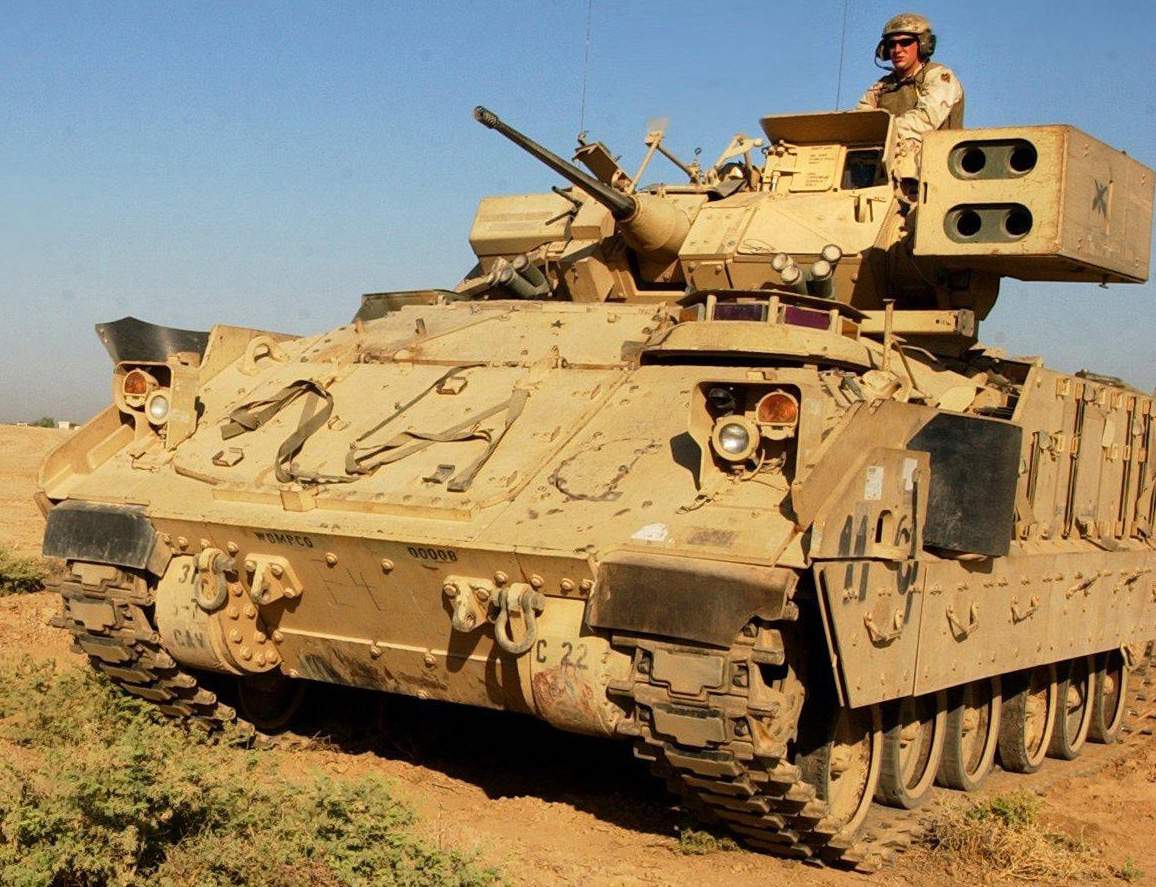
Un M6 Linebacker a prop de l'autopista de Balad, Iraq. Octubre de 2005.

L'M6 Linebacker (Recolzador M6 en català) és la versió de defensa antiaèria mòbil. Consisteix en un M2 modificat i habilitat per poder dur una llençadora quàdruple de míssils FIM-92 Stinger.
Aquesta versió manté el canó de 25 mm, d'aquesta manera pot continuar anant al front de combat, podent lluitar contra objectius terrestres, tot i que sense la llançadora anticarro TOW. El rang aproximat dels Stinger és d'uns 10 km. Porta 4 míssils llestos per ser disparats i 6 més al compartiment dels soldats, que s'hauran de recarregar manualment.
Es fa servir com a defensa de curt abast i baix cost contra objectius que realitzin vols baixos per destruir les formacions de carros. D'aquesta manera pot contraatacar caces bombarders, Unmanned Aerial Vehicles, helicòpters o míssils de creuer. Va ser usat per primera vegada a la Guerra d'Iraq.

### M7 Bradley Fire Support Vehicle
L'M7 Bradley Fire Support Vehicle (Vehicle de Suport a l'Artilleria Bradley M7 en català) és la versió dissenyada únicament per dur els observadors que dirigeixen els bombardeigs d'unitats mecanitzades d'artilleria terrestre. La seva principal característica és la manca de les llançadores TOW i també del canó principal per posar-hi un visor/mira làser perquè els observadors puguin donar les coordenades de bombardeig. El Ground/Vehicular Laser Locator Designator (G/VLLD), pronunciat "glid", obté dades mitjançant un telèmetre molt potent que conjuntament amb un control direccional d'un Sistema de Navegació Inercial i amb dades del GPS és capaç d'obtenir dades d'alta precisió amb capacitat de predir moviments acurats de tropes i vehicles pel seu bombardeig.

### M993/M270 Multiple Launch Rocket System Carrier Vehicle
El M993/M270 Multiple Launch Rocket System Carrier Vehicle (Vehicle de Càrrega de la Llançadora de Coets Multiple M993/M270 en català) és la versió encarregada de transportar una bateria de coets pesant. La llançadora de coets va directament acoblada a sobre dels xassís del Bradley, de tal manera que la torreta ha estat suprimida i a sobre del tanc només hi ha el llançacoets.

### Black Knight
El Black Knight (Cavaller Negre en català) és un Unmanned Ground Vehicle (Vehicle Terrestre No Tripulat) que aprofita molts dels components i tecnologia del Bradley. De moment només n'hi ha prototips, però conserva moltes semblances amb un tanc qualsevol, està armat amb un canó automàtic de 30 mm i una metralladora coaxial. Té moltes funcions automatitzades i pot planejar rutes òptimes sense xocar contra obstacles. També pot ser controlat de forma manual des de fora del vehicle.
El vehicle funciona amb un motor dièsel de 300 cavalls. Pot igualar la velocitat d'un blindat de combat principal i pot ser aerodesplegat per un avió C-130. En aquests primers prototips ja ha quedat demostrat la presència de tecnologia robòtica molt avançada. El vehice l'està avaluant actualment l'Exèrcit dels Estats Units d'Amèrica.